# نورث هاي شولز (جورجيا)
نورث هاي شولز (بالإنجليزية: North High Shoals, Georgia)‏ هي بلدة تقع في مقاطعة أوكوني، جورجيا بولاية جورجيا في الولايات المتحدة. تبلغ مساحتها 6.5 (كم²)، وترتفع عن سطح البحر 195 م، بلغ عدد سكانها 652 نسمة في عام 2010 حسب إحصاء مكتب تعداد الولايات المتحدة وتصل الكثافة السكانية فيها 67.5 نسمة/كم2.

## وصلات خارجية
- The US50 - Cities and Towns in Georgia State
- Georgia Cities and Towns, Facts, Map, Flag, Colleges, Government, and More